# 北京古観象台
北京古観象台（古称は観星台）は、中国の北京にある古式の天文台。

## 図

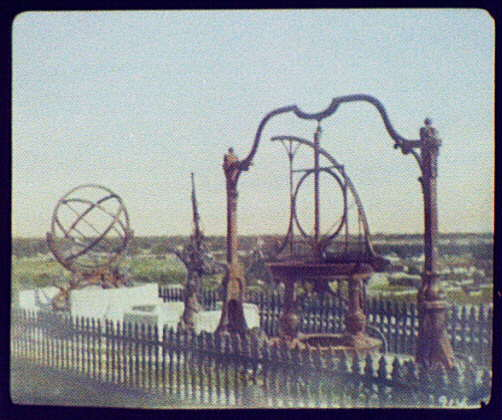
1895年に撮影
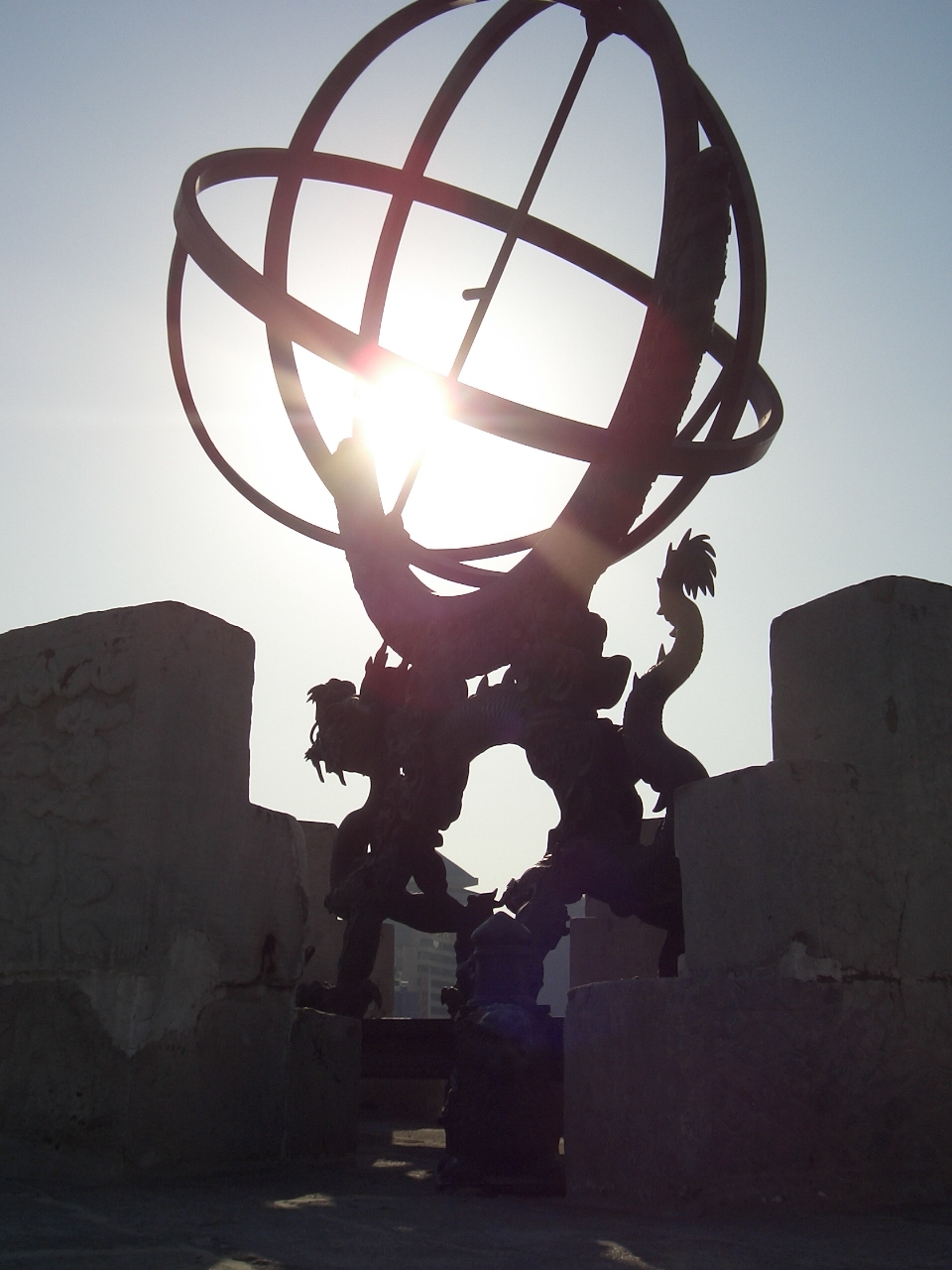
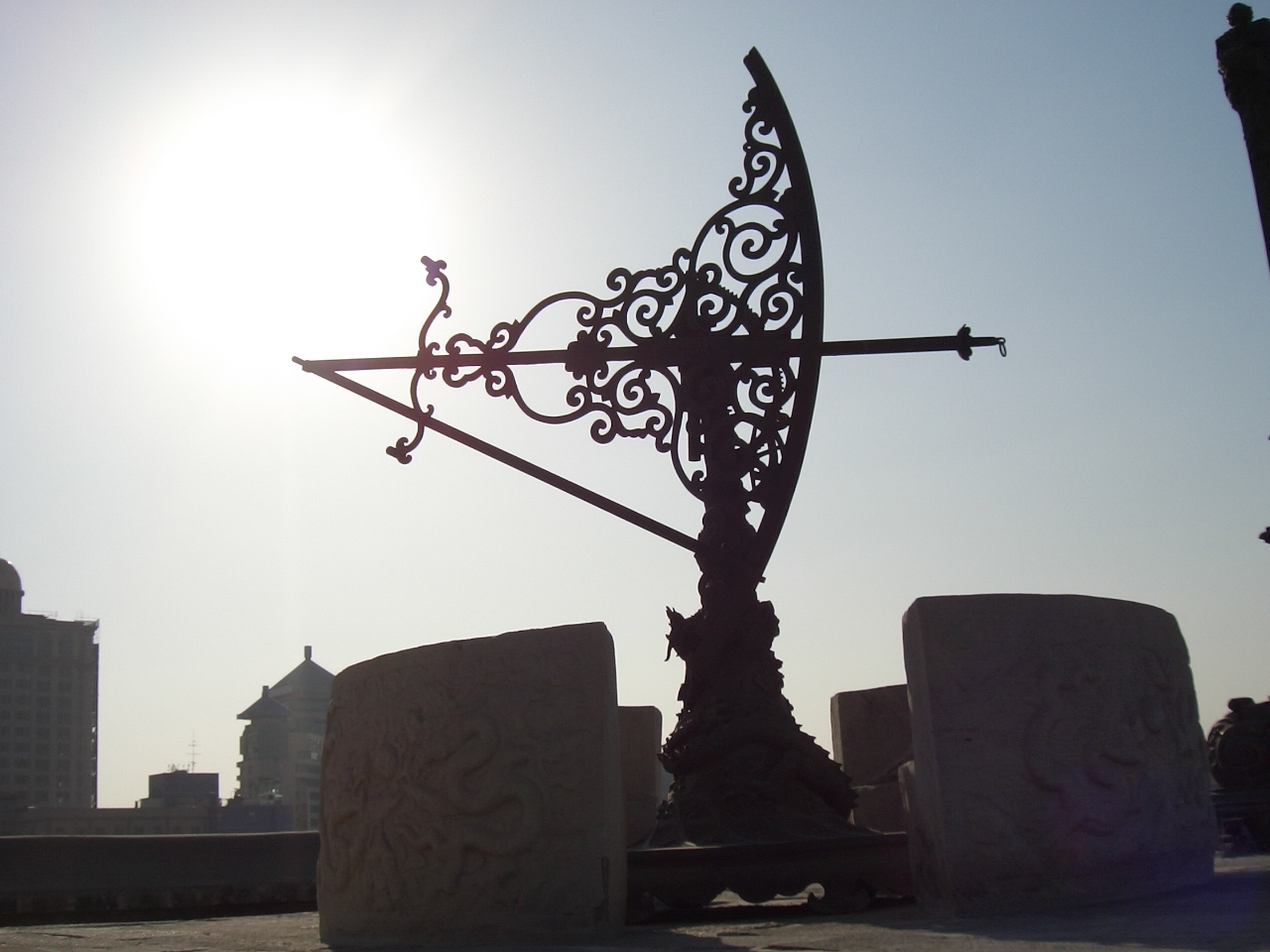
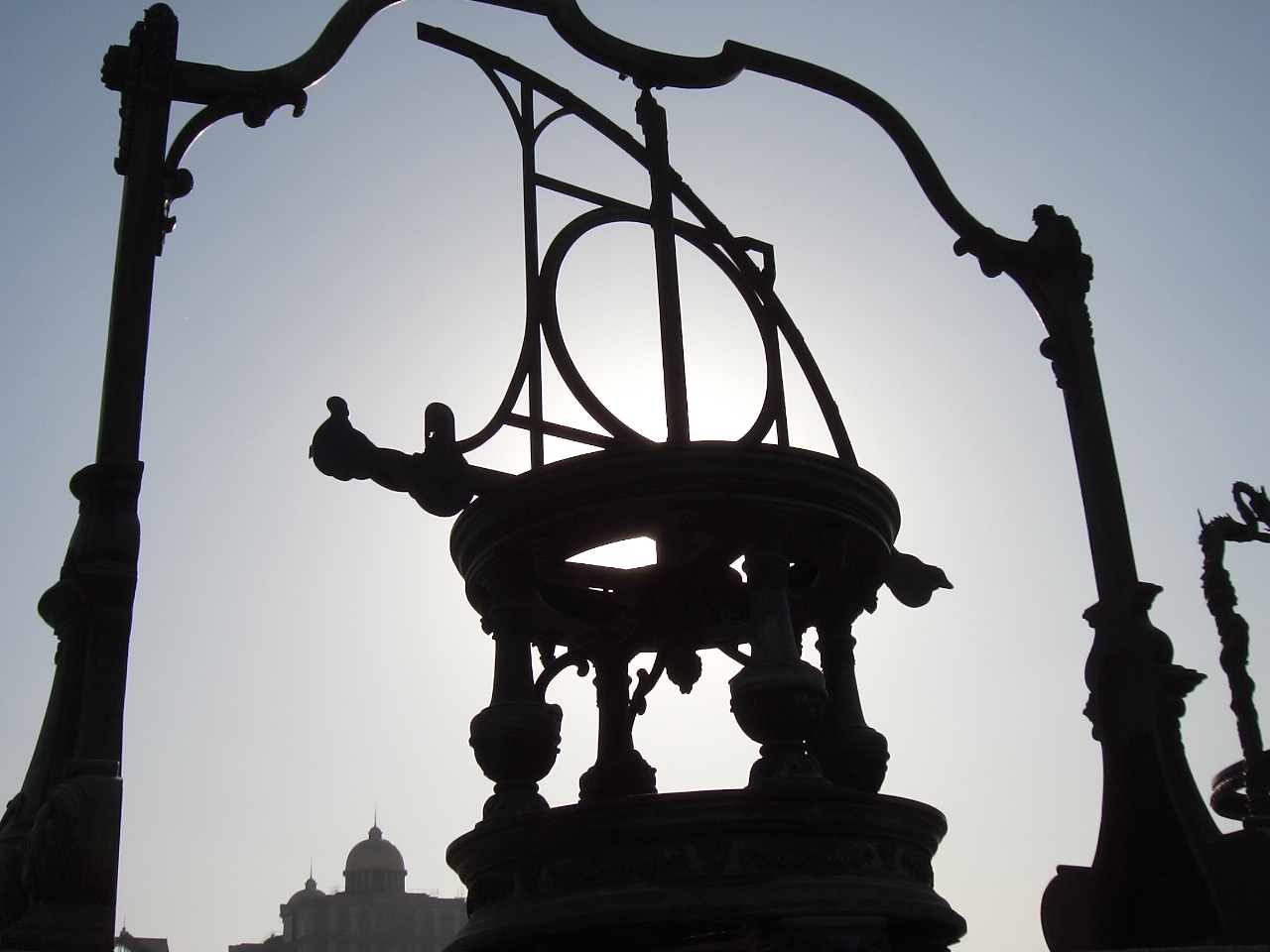
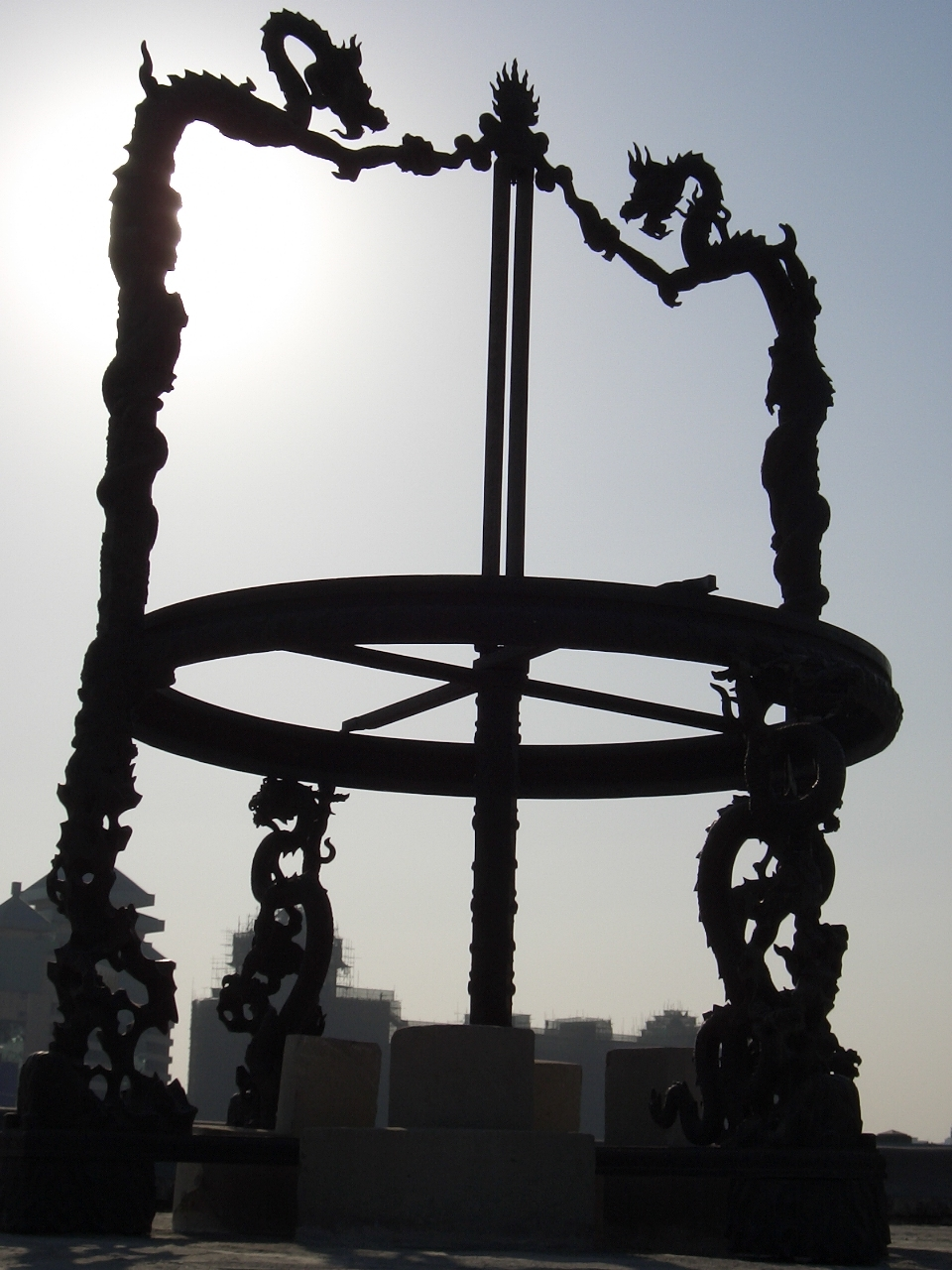
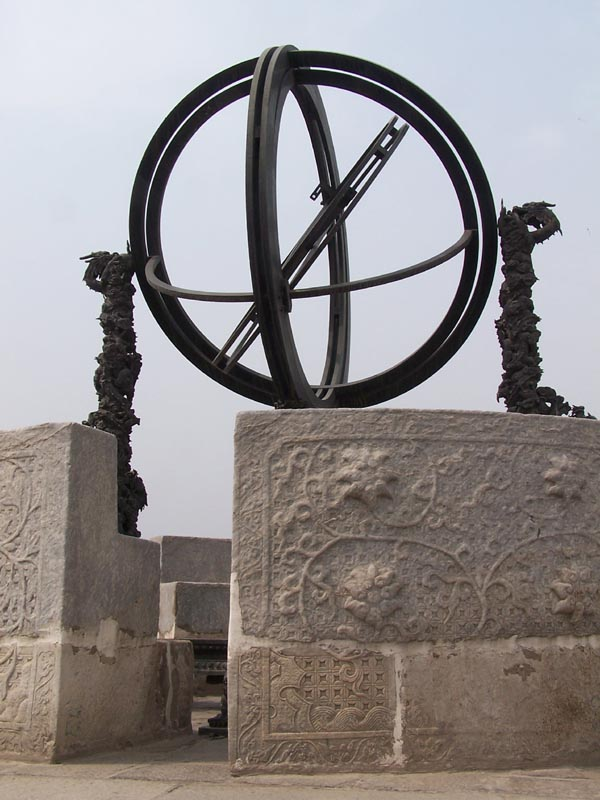
清朝の渾天儀
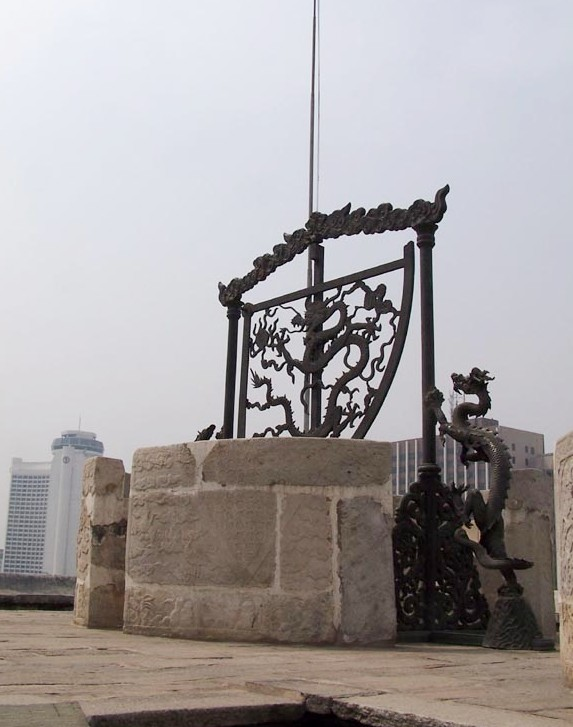
象限仪儀（地平纬儀）
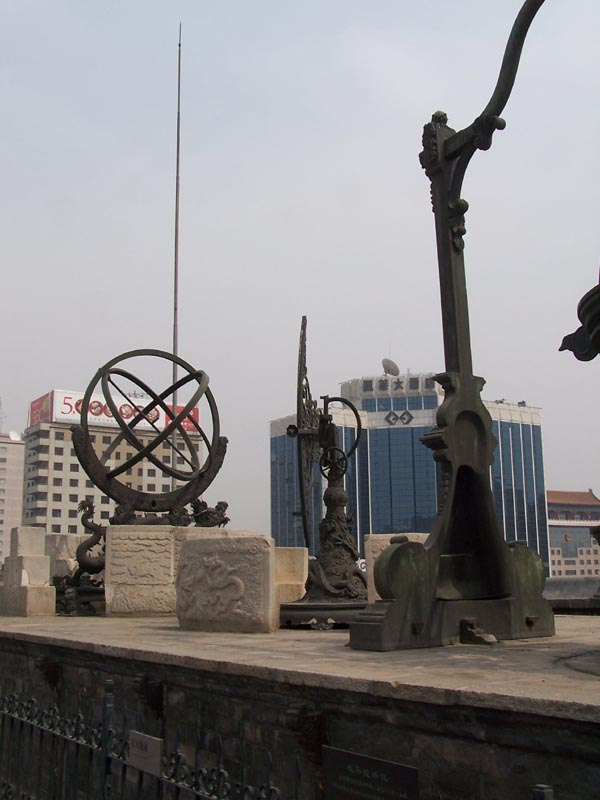
赤道經緯儀（遠）及紀限儀（近）
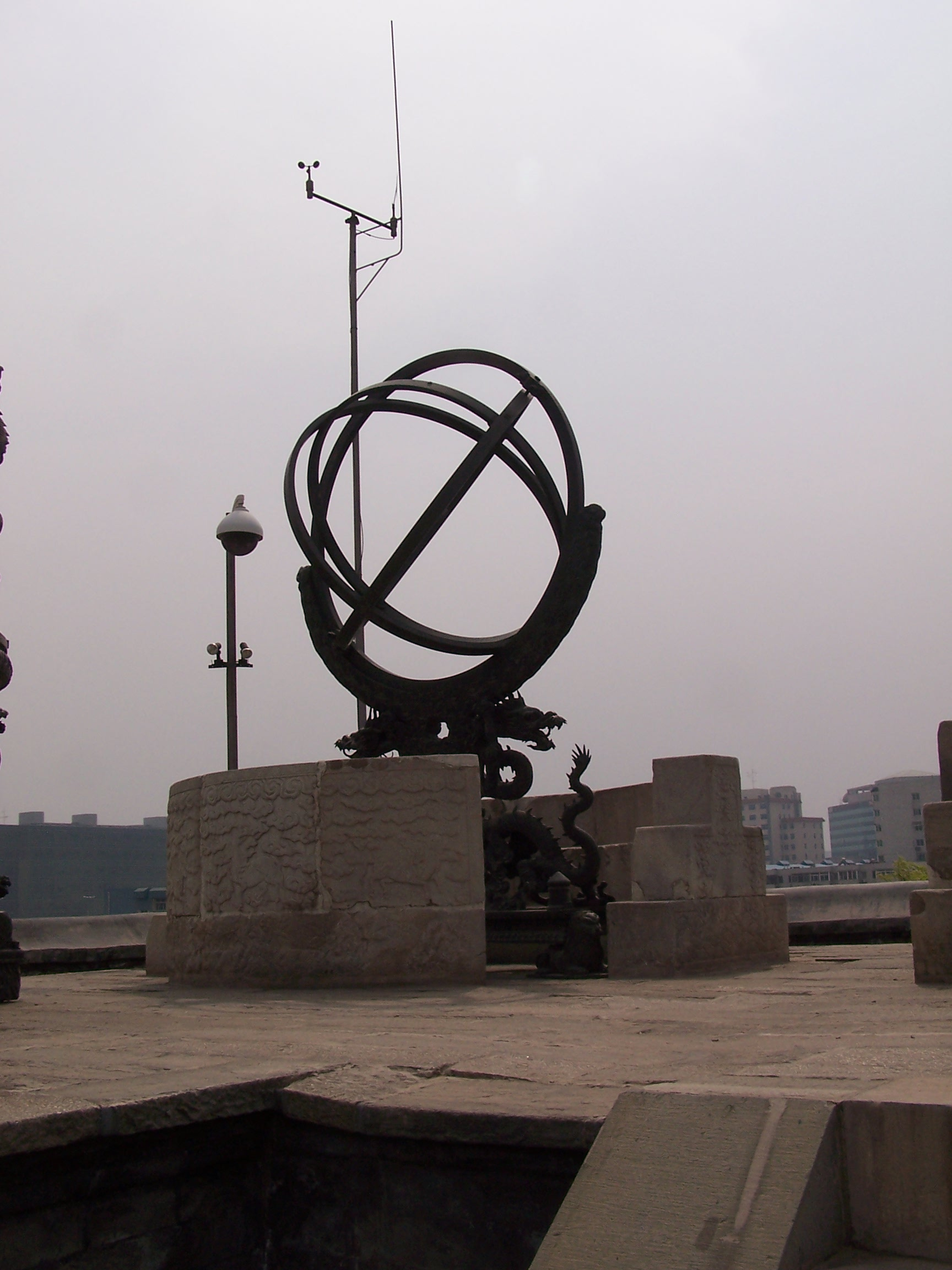
黄道經緯儀
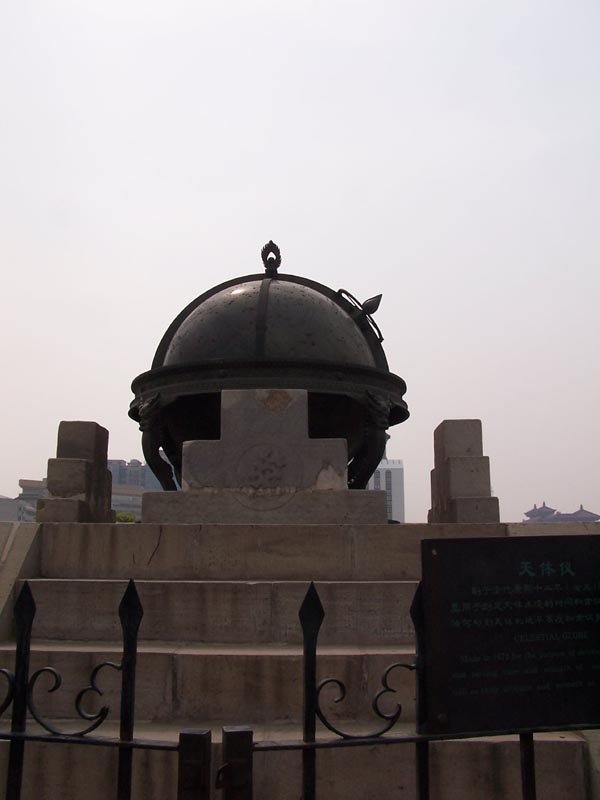
天体儀
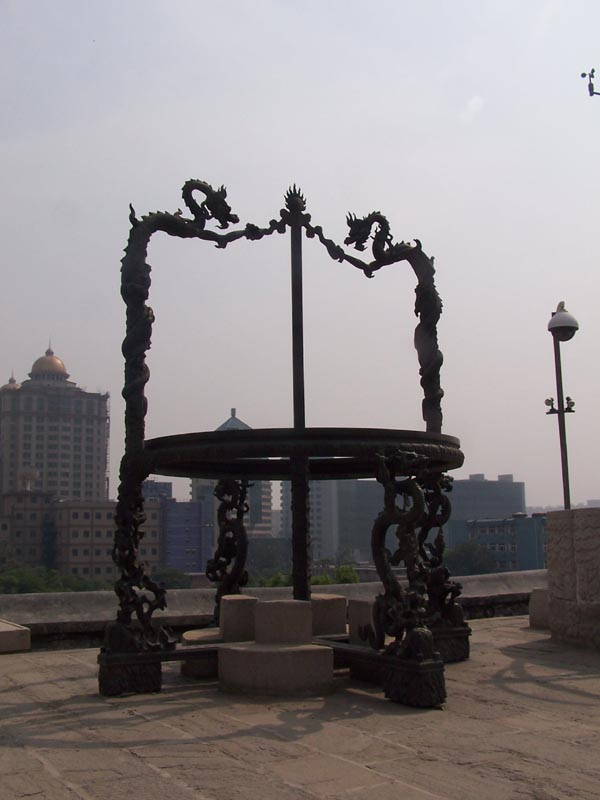
地平經儀
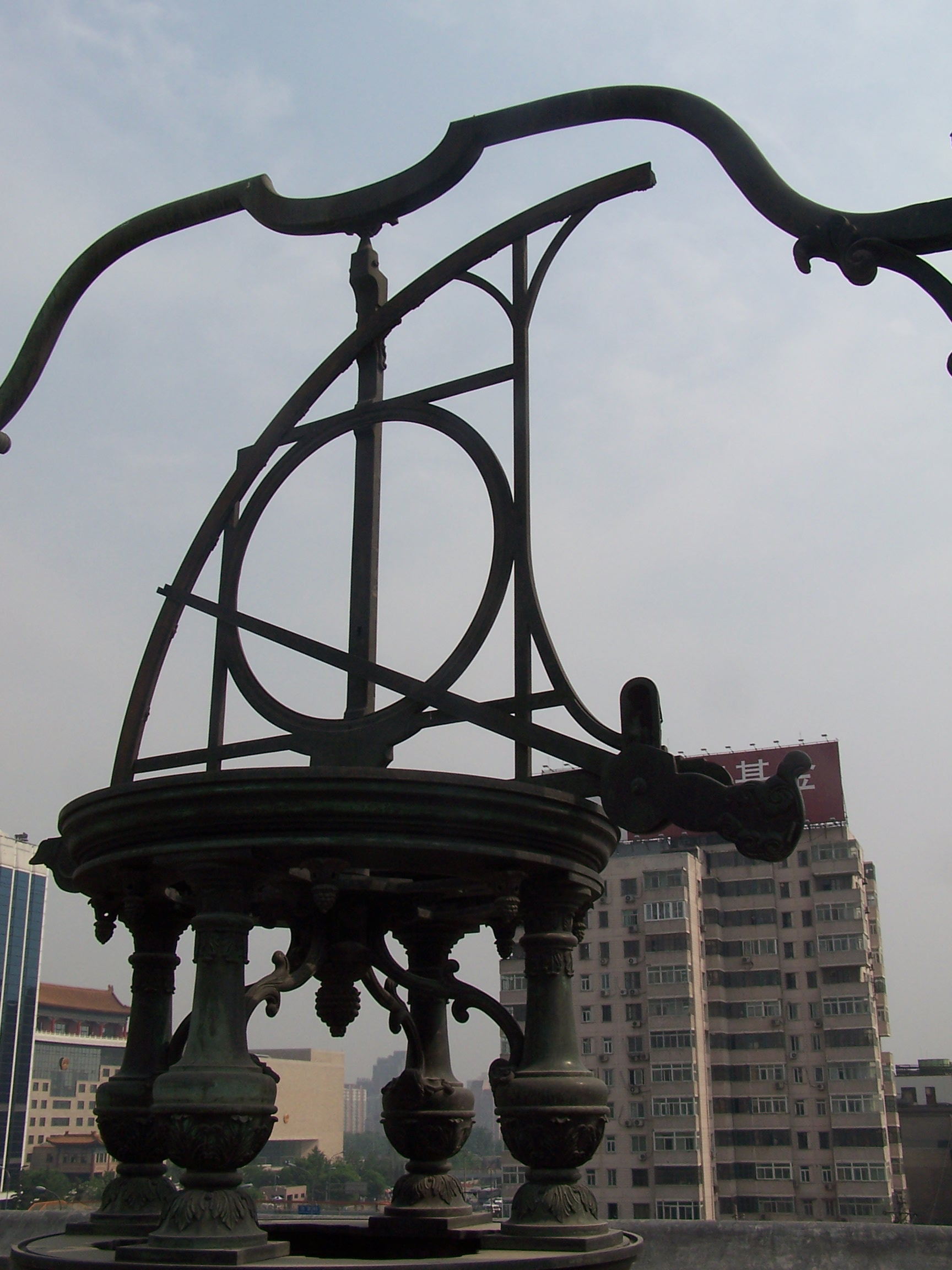
地平經緯儀
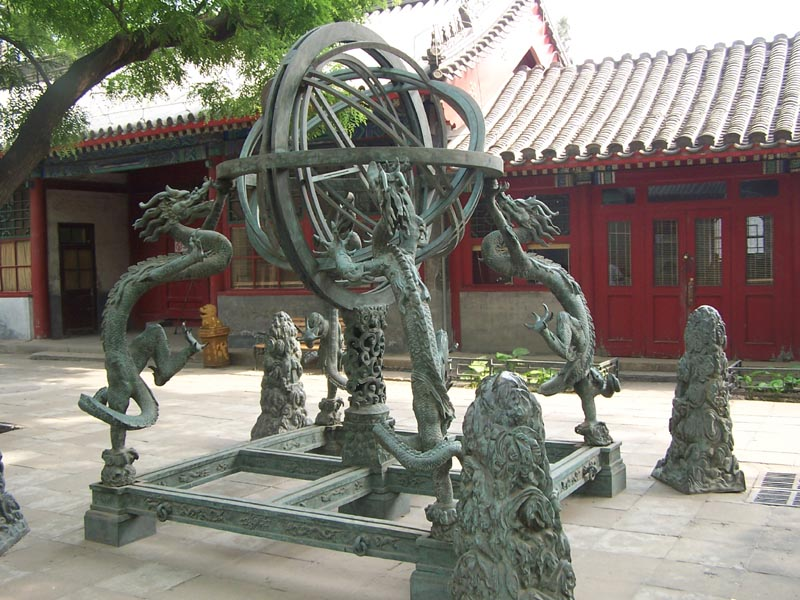
清朝の渾天儀の複製
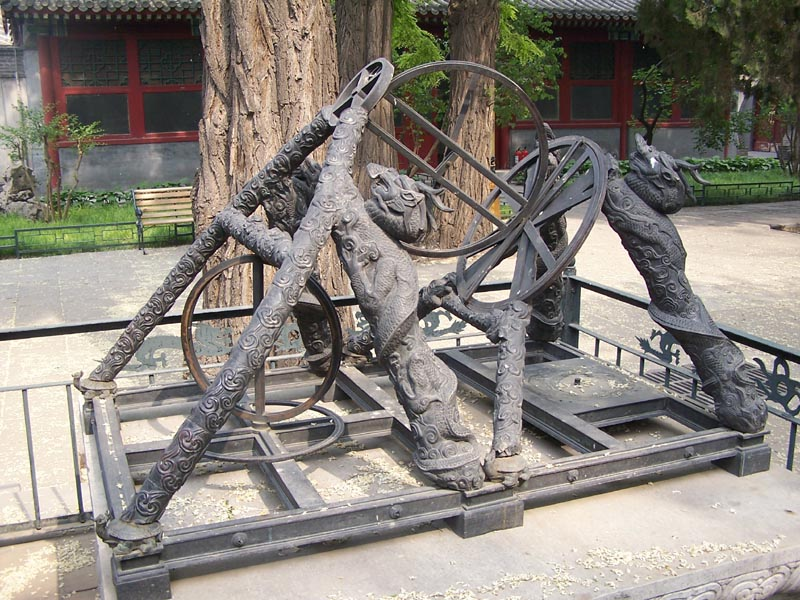
簡儀
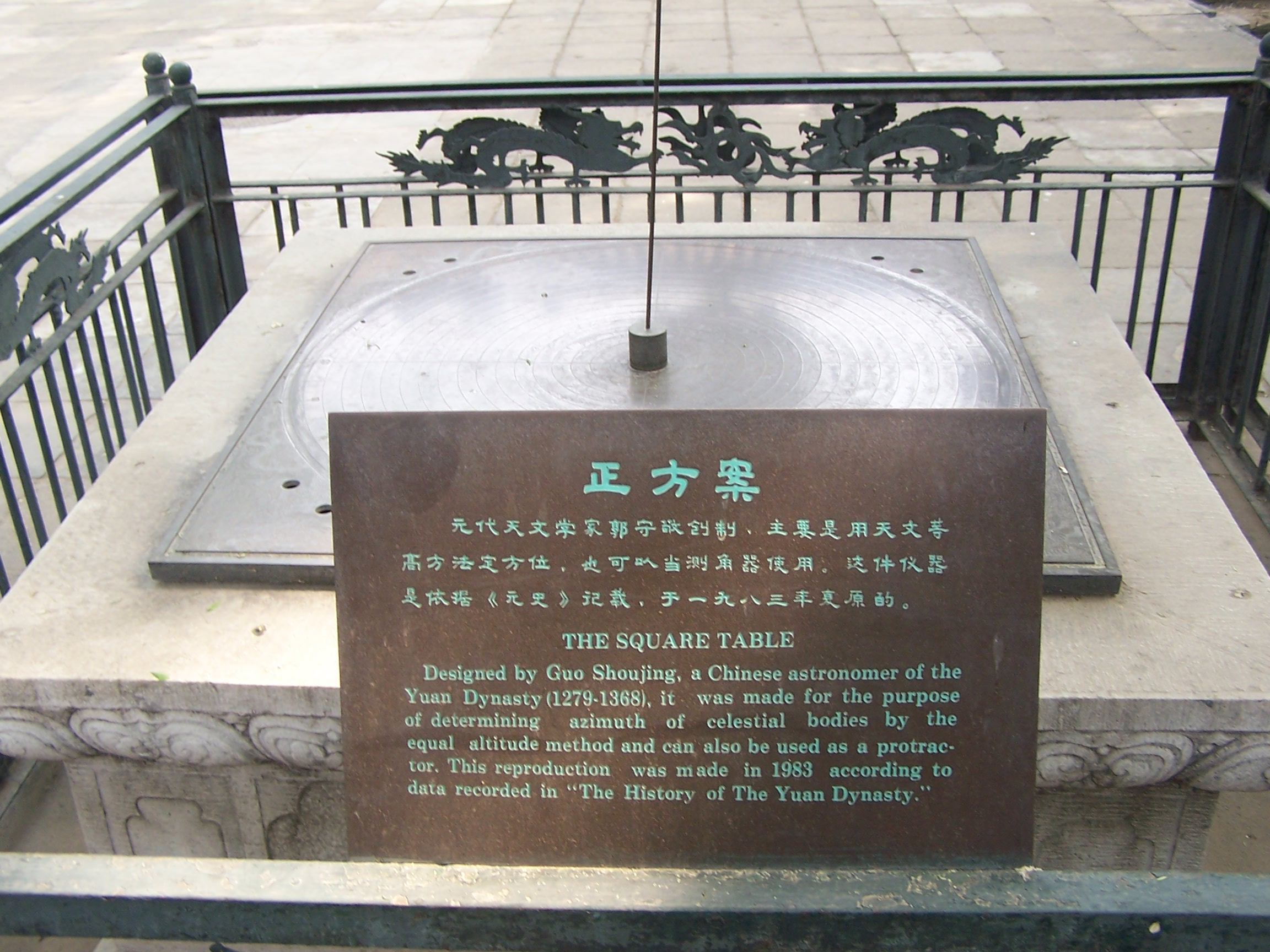
正方案
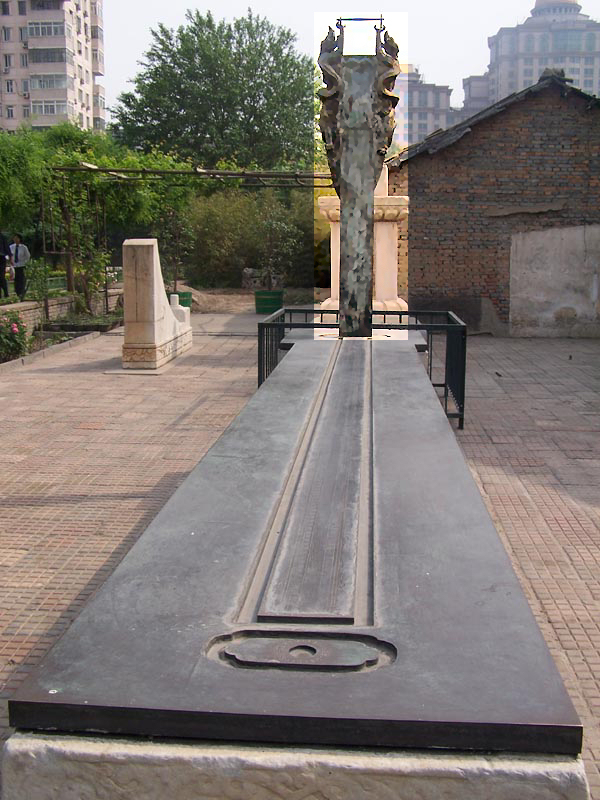
表 (道具)
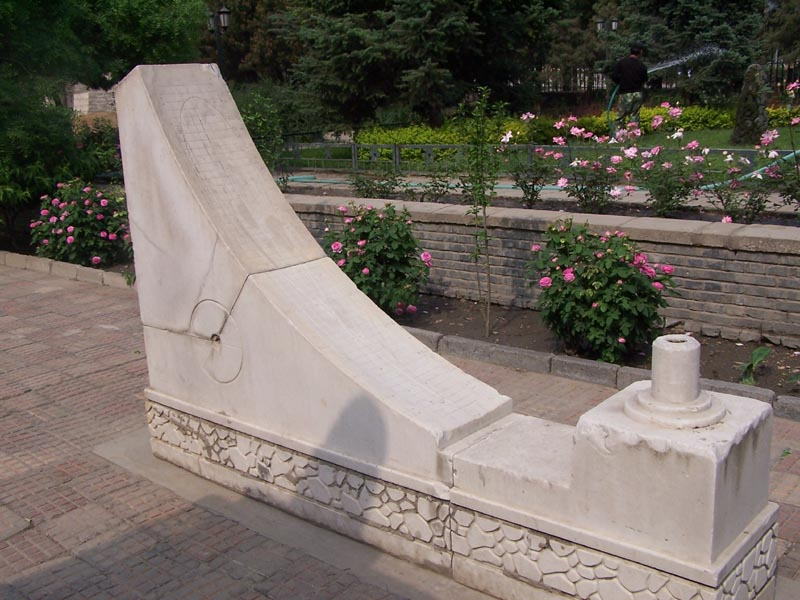